# Sainte-Perpétue, Centre-du-Québec
Sainte-Perpétue är en kommun av typen socken (municipalité de paroisse) i provinsen Québec i Kanada. Den ligger i regionen Centre-du-Québec, i den sydöstra delen av landet, 260 km öster om huvudstaden Ottawa.